# ワールド・ハイビジョン・チャンネル
ワールド・ハイビジョン・チャンネル株式会社（World Hi-Vision Channel, Inc.、略称「WHC」「WHVC」）は、BSデジタル放送を行っている三井物産系列の衛星基幹放送事業者。
「BS12 トゥエルビ」（BSじゅうに トゥエルビ、英字表記：TwellV）のチャンネル名称で無料のBSデジタルハイビジョン放送を行っている。リモコンキーIDは名称通り「12」。

## 概要
2007年12月1日に放送を開始。放送開始当初は、キャッチコピーはリモコンキーIDの「12」（じゅうに）と「自由に」を掛けた「じゆうに見よう」。このキャッチコピーを織り込んだCM（CI）がステーションブレイクで放送されていた。2017年12月1日からは「BS12、みちゃってますから。」のサウンドロゴも使用している。2022年3月からは、一新して「ココロに、ビビビ！BS12 トゥエルビ」に変わった。2024年3月13日からは「好きを、もっと、じゆうに」に変わった。キャッチコピーに「じゆうに」が復活した。
他方、2009年4月1日に日本ケーブルテレビジョン（JCTV）より一般衛星委託放送（現在の衛星一般放送）のザ・ゴルフ・チャンネル事業を譲り受け、同日より運営していたが、同じゴルフ専門のCS・ゴルフネットワークへの吸収合併のため2012年3月31日に放送終了した。

## 沿革
- 2006年7月7日 - ワールド・ハイビジョン・チャンネル株式会社設立。
- 2007年11月15日 - 10:00から試験電波の発射を開始。
- 2007年11月21日 - 総務省関東総合通信局からBSデジタル放送の地球局の免許交付[4]。
- 2007年12月1日 - 11:00に高精細度テレビジョン放送「TwellV」（トゥエルビ）を開始、開局後最初の通常番組は、開局の映像が終わって少ししてからの『中国 麺ロードを行く』。受信機表示アイコンは三日月をモチーフにしたものロゴを使用を開始した（2019年3月まで使用）。
- 2009年4月1日 - 日本ケーブルテレビジョン（JCTV）よりザ・ゴルフ・チャンネル事業を譲受、当社による運営を開始（2012年3月31日まで）。
- 2015年10月1日 - チャンネル名を「BS12 トゥエルビ」（BSじゅうに トゥエルビ)に改める。
- 2019年4月1日 - ロゴマークのデザイン、受像機表示アイコン、ウォーターマークを変更、アルファベット表記の「TwellV」からカタカナ表記の「トゥエルビ」に統一。ひかりTVにて配信開始。
- 2020年11月30日 - 割り当てスロットが15スロットから14スロットに削減される。

親会社の三井物産は開局1か月前の2007年11月1日に、これまで保有してきたケーブルネット埼玉（のちジェイコム川口戸田を経て、現・ジェイコム埼玉・東日本）と日野ケーブルテレビ（のちのジェイコム日野、ジェイコム東京へ吸収合併）の株式をジャパンケーブルネット（JCN、のちジュピターテレコム〔J:COM〕へ吸収合併）に譲渡した。また、三井物産の完全子会社で創業したサムライTVの運営会社（グローバル衛星放送株式会社→株式会社サムライティービー）は、同社の株式全てを2001年、2008年と段階的にスカイパーフェクト・コミュニケーションズ（現・スカパーJSAT）に売却し、2008年10月1日にスカパーJSAT傘下のスカパー・ブロードキャスティングに吸収合併された。

## BS12 トゥエルビ
毎日5:00基点で24時間のハイビジョン放送を行っており、「良質・健全・プレミアム感」をコンセプトに、自社制作のオリジナル番組の他、後述の放送局から番組供給を受けて放送している。2007年12月1日11:00の本放送開始当初より通常編成で放送を行い、開局記念特別番組といったものは放送されなかった。また、他局が特番中心の編成を実施する年末年始についてもこの態勢を崩していない。
NHK BShi（アナログ放送）が2007年9月30日放送を終了したことにより空いた帯域（BS-9ch）を再利用して開始されたチャンネルの1つで、当初のチャンネル名は「TwellV」であった。BS-9chは48スロットに分割され、トゥエルビには全帯域中14スロット（当初は15スロット）が割り当てられている。論理チャンネル枠は「22x」、リモコンキーIDは「12」。ただし、実際に放送を行っているのは222chのみである。BSデジタル放送2Kサービスの公式リモコンキーIDを割り当てられた最後の局ではあるが、2007年以前に発売されたテレビの場合、チャンネルボタンはBS11（ID「11」）と同様に設定されていない場合が多く、視聴環境により異なるが選局する場合はチャンネルの再設定が必要な場合がある。
民放連には2015年4月1日より加盟している。民放連の放送基準148条には「週間のコマーシャルの総量は、総放送時間の18%以内とする」と定められているが、1日の放送のうち最も多く放送されているのは通販専門チャンネル『QVC』のハイビジョンサイマル放送であり、最大で1日に20時間に及ぶ日もあった。2010年4月1日より、平日 2:00 - 8:00、土曜 3:00 - 6:00、日曜 3:00 - 8:00までQVCのサイマル放送を停止した。これに伴い毎週日曜日深夜（月曜未明）4:00 - 5:00（のちに3:00 - 5:00）は放送休止枠となった。但し、月1回程度の不定期で日曜日深夜も終夜放送を実施している。2010年までは、通販番組はQVCだけであったが、サイマル放送が縮小されてからは他局と同様に番組の途中のCMの時間に色々な通販会社のCMが放送されるようになったり、QVCを放送していない時間帯に色々な通販会社のドキュメンタリー番組風の30分番組などが放送されるようになった。
また、トゥエルビでの生放送番組は、QVCとプロ野球中継などのごく一部しかなく、自社制作の生放送番組は、2010年5月の『TwellVホビー天国』や、『鈴鹿8時間耐久ロードレース中継』（2014年 - 2018年、2023年 - ）などの少数に限られている。
放送開始以来、定時ニュース、データ放送、マルチチャンネル、デジタルラジオ放送は、一切放送していない。ただし地震情報（震度4以上を表示）や気象警報発令の速報テロップ、緊急地震速報、津波警報、津波注意報は表示している。
2011年3月11日に発生した東日本大震災で千葉市にあるQVC本社が被害を受けて放送不能となったため、TwellVも同日からQVCのサイマル放送が出来なくなったことや電力節減のため暫定的に24時間放送を停止し、毎日3時から5時（日によって休止繰上げあり）を休止・メンテナンスに当てた。QVCは2011年3月23日に再開し、5月から終夜放送を再開。2012年に一部番組で字幕放送（文字多重放送）を開始した。
放送開始以来、画面右上にチャンネルロゴ表示を表示している（CM/スポンサー表示入り1秒前消去）。また、2015年4月から2019年3月まではCM枠直後に「BS12ch トゥエルビ」のロゴを青色で約3秒間表示していた（QVCと一部番組では表示なし）。
2015年10月1日からチャンネル名の呼称を「TwellV」から「BS12 トゥエルビ」に改め、デジタルテレビの局名表示と電子番組表（EPG）、新聞、テレビ情報誌などの表記も変更された。2019年4月1日から局ロゴ・受像機表示アイコン・ウォーターマークを変更、表記をアルファベットの「TwellV」からカタカナ表記の「トゥエルビ」に統一した。ただし公式サイトのドメイン名「twellv.co.jp」や公式Xのユーザー名「@BS12_TwellV」にアルファベット表記の名残が残っており、全廃には至っていない。
前述の通り、外部の放送局で放送された番組を供給してもらった上で放送するケースが多かったが、近年は自社制作番組に加え、映画番組やテレビアニメなど、独自の編成を行う時間帯も多くなっている。
2023年現在はプロ野球中継とアジアドラマを本チャンネルの中軸に据えており、2020年度上半期（4月 - 9月）期間のアジアドラマ枠（16時 - 18時）がトータルの総合視聴率でBS1位を達成した。
主な受賞歴に『＃つなぐひと～わたし、義肢装具士になりました～』が2024年日本民間放送連盟賞番組部門 テレビ教養番組番組 最優秀賞を受賞した。同局が日本民間放送連盟賞の最優秀賞を受賞するのはこれが初めてだった。また、『村本大輔はなぜテレビから消えたのか？』が2021年日本民間放送連盟賞番組部門 テレビ報道番組 優秀賞、映文連アワード2021審査員特別賞及び第11回衛星放送協会オリジナル番組アワード グランプリをそれぞれ受賞した。同局が日本民間放送連盟賞を受賞するのはこれが初めてだった。映文連アワードでは、2020年にも『人間の履歴書 ー 歯が語る 生きた証 ー』でソーシャル・コミュニケーション部門優秀賞を受賞した。衛星放送協会オリジナル番組アワードでは、2018年には、『ザ・カセットテープ・ミュージック ー A面に入れたいサザンの名曲 ー』でバラエティ番組部門最優秀賞を、2020年にも『生前葬TV ー 又吉直樹の生前葬のすゝめ － 』で番組部門＜バラエティ＞優秀賞をそれぞれ受賞した。メディア・アンビシャスが主催するメディア・アンビシャス大賞では2021年に『村本大輔はなぜテレビから消えたのか？』に続いて2024年にも『「はだしのゲン」の熱伝導』がメディア・アンビシャス映像部門大賞を受賞した。その他2012年、2013年には、ドラマ『カウンターの二人』で第29回ATP賞ドラマ部門奨励賞、2012年ギャラクシー賞月間賞（5月）を、2013年衛星放送協会オリジナル番組アワードドラマ番組部門企画賞をそれぞれ受賞した。

### ケーブルテレビでの配信について
開局当初、ケーブルテレビ局においては、周波数の帯域不足や番組編成方針などを理由に、ケーブルテレビ最大手のJ:COMなど一部のケーブルテレビ局や光放送では再配信が実施されてこなかった。その一方でJCNは2011年4月よりグループ全局での再送信を実施することを公式ウェブサイトなどで発表した。
その後J:COMとJCNの経営統合を受けて、2013年12月1日より、開局以降長らく配信されていなかったJ:COM系列でも配信が行われるようになった。ただし、J:COMでは周波数領域の関係で、一部BS帯域で配信される地域（旧JCNの局も含む）を除き、原則的にはCATV帯域での提供となっている。

### 動画配信
2022年4月12日から在京民放キー局5社共同運営の動画配信サービスであるTVerに参加。同日から一部の自社制作番組見逃し配信を順次開始した。なお、一部の番組は日本テレビが運営している無料動画配信サービス「日テレ無料TADA!」に供給しており、TVerでは更にその供給を受ける形で配信されている。この経緯から、該当の番組についてはTVerでは日本テレビ系列の番組として扱われている。
2022年12月25日からは『ゴルフ女子ヒロインバトル』（2023年1月1日放送分（第132回）から同年3月26日放送分（最終回）まで）をGYAO!にて、本放送に先駆けて同サービスでの先行配信を開始した。
GYAO!は運営会社のヤフーの意向により、2023年3月31日で配信サービスを終了したが、TVerでは引き続き自社制作番組の供給を行っており、同年4月2日にスタートした『岡田圭右の出た!PARGOLF!』の見逃し配信を開始した。

### 主な番組調達先
- EXエンタテイメント
- FOXチャンネル・FOXライフ
- LaLa TV
- MTV
- QVC
- TAKARAZUKA SKY STAGE
- アメリカ ABC
- ゴルフネットワーク
- エコミュージックTV
- 旅チャンネル
- 鉄道チャンネル
- ディズニー・チャンネル
- 全国独立放送協議会
- ニコロデオン
- NHK
- 食と旅のフーディーズTV
- MBS
- KBS京都
- テレパック
- KEEP
- パシフィック・リーグ各球団

## 主な番組

### スポーツ
| 番組名           | 放送日時               | 備考                   |
| ---------------- | ---------------------- | ---------------------- |
| BS12 水曜バスケ! |                        | 2018年10月10日スタート |
| tv.moto.Channnel | 最終土曜 21:30 - 22:00 |                        |

不定期番組
- マリーンズ・ベースボール・アカデミー
- BS12 プロ野球中継（北海道日本ハムファイターズ、東北楽天ゴールデンイーグルス、埼玉西武ライオンズ、千葉ロッテマリーンズ、オリックス・バファローズ、福岡ソフトバンクホークス、横浜DeNAベイスターズ主催試合）

パシフィック・リーグ6球団全ての主催試合の中から中継している。いずれの中継も球団制作であり、ロッテ戦はTBSニュースバード（2017年まで）・日テレNEWS24（2018年から）、オリックス戦と楽天戦はJ SPORTS、西武戦はフジテレビTWO、ソフトバンク戦はFOX bs238（2019年まで）・スポーツライブ+（2020年から）、日本ハム戦はGAORA（2020年から地方開催分の放送を予定していたが開幕延期により本拠地開催分を放送）で放送されているものと同内容だが、ビジターチーム応援実況の副音声はBS12トゥエルビで独自に制作している（各球団制作中継のアナウンサー・解説者と、各球団ファンのタレントを起用）。2022年よりオリックス戦、西武戦、楽天戦は主音声も独自に制作している。前年の2021年のシーズン終盤には西武戦も主音声を独自に制作し、2023年から主音声の独自制作を全試合に拡大した。
セントラル・リーグ主催試合を中継したことは2024年まで一度もなかったが、2025年より横浜DeNA主催試合の放送を実施する予定（映像はTBSテレビが制作し、球団経由で配給）。
- カーコンビニ倶楽部LPCカップ
- 鈴鹿8時間耐久ロードレース（2013年 - 2018年、2023年[9]。2013年は約1時間の遅れ中継、2014年 - 2018年、2023年は完全生中継、CBCテレビ制作協力）
  - 鈴鹿8耐ドキュメント（CBCテレビ制作）
- RIDE&DRIVE
  - 全日本ロードレース選手権
  - 全日本モトクロス選手権
  - スーパー耐久シリーズ
  - 全日本トライアル選手権
- 日本ハンドボールリーグ
- 全日本スキー技術選手権大会
- スーパー耐久
- 韓流 ゴルフのヴィーナス[42]

### 音楽番組
| 番組名                                    | 放送日時           | 備考 |
| ----------------------------------------- | ------------------ | --- |
| うたって♪ハマって♪                        | 月曜 5:00 - 5:30   | |
| 新 歌謡曲の匠                             | 火曜 4:30 - 5:00   | |
| 清水節子と蒔田由美子の歌日記              | 火曜 5:00 - 5:30   | |
| MUSIC B.B.                                | 水曜 3:00 - 3:30   | 2022年6月29日まで                                                                                           |
| 瀬口侑希のホッとミュージック              | 水曜 4:30 - 5:00   | |
| 三沢あけみのお茶会・歌謡界                | 水曜 5:00 - 5:30   | |
| 一押し!グッドモーニング歌謡曲             | 木曜 4:30 - 5:00   | |
| 山崎ていじのさわやか歌謡曲                | 木曜 5:00 - 5:30   | テレ玉制作                                                                                                  |
| 熱血!男たちと歌仲間〜ザ★ENKAていんMENと〜 | 金曜 4:30 - 5:00   | |
| 歌謡最前線                                | 金曜 5:00 - 5:30   | |
| 西川ひとみと三里ゆうじの歌日和            | 土曜 4:45 - 5:00   | |
| 山岸信美のミュージック倶楽部              | 土曜 5:00 - 5:30   | |
| ハッピーミュージック                      | 土曜 5:30 - 6:00   | |
| あなたに届ける音楽会                      | 日曜 4:30 - 5:00   | |
| 竹島宏の歌MAX                             | 日曜 5:00 - 5:30   | |
| 大介・舞の歌いろ人生                      | 日曜 5:30 - 6:00   | |
| ザ・カセットテープ・ミュージック          | 日曜 21:30 - 21:55 | 2017年10月6日 - 2021年9月26日までは21:00 - 21:55で放送 2023年10月15日よりレギュラー番組に戻り左記の時間帯に |

不定期番組
- 鎌倉音楽祭
- GUITAR STORIES
- BS12 MUSIC TRIP

### 映画・ドラマ（日本・米国・欧州）
海外ドラマ・映画のほか、日本の地上波局が過去に放送したドラマを放送している。2020年10月からは、NHK連続テレビ小説の放送を開始。連続テレビ小説を無料民放BS局で放送するのは初めてである。なお、海外ドラマ・洋画に関しては二ヶ国語放送は一切行われず、一部例外はあるものの原則字幕版での放送となる。
| 番組名                                | 放送日時                              | 備考 |
| ------------------------------------- | ------------------------------------- | --- |
| ゲゲゲの女房                          | 月曜 19:00 - 20:50                    | NHK連続テレビ小説1週間分6話を連続放送。 過去『ちゅらさん』『ふたりっ子』『カーネーション』『マッサン』『あさが来た』『梅ちゃん先生』を放送。 |
| 探偵物語                              | 水曜 18:00 - 20:00                    | 東映芸能ビデオ制作。2話放送。 |
| 高倉健主演 映画『網走番外地』シリーズ | 火曜 19:00 - 20:50                    | 東映制作。 |
| フランキー・ドレイク                  | 金曜 21:00 - 22:00                    | 『金曜キラー通り』枠 |
| 土曜洋画劇場                          | 土曜 19:00 - 21:30                    | 終了時刻は回によって異なる。 邦画作品を除き原則字幕版（一部吹替作品あり）。 |
| おいしい給食                          | 土曜 21:30 - 22:30                    | |
| 火曜サスペンス劇場 傑作選             | 金曜 18:00 - 19:54 土曜 15:30 - 17:19 | 日本テレビ制作。 テレパック制作の作品を厳選して放送 BS日テレでも放送。 当初は水曜19:00 - 20:54枠で不定期放送されていたが、2023年10月より現在の放送編成となった。 土曜放送回を除き、プロ野球中継（ペナントレース）の期間内は雨天等による試合中止を除き、原則的に放送休止となる。 |

### 中国ドラマ
再放送除く。全て字幕スーパー・中国語音声のみ版で放送。
| 番組名（邦題）                 | 原題 | 放送日時                | 備考                                                  |
| ------------------------------ | ---- | ----------------------- | ----------------------------------------------------- |
| 大宋宮詞〜愛と策謀の宮廷絵巻〜 |      | 月曜/火曜 16:00 - 18:00 | 『BS12 月曜・火曜アジアドラマ』枠にて放送 2話連続放送 |
| ゴールデン・アイ〜黄金瞳〜     |      | 金曜 2:30 - 3:30        |                                                       |
| 玉桜春〜君に詠むロマンス〜     |      | 金曜 16:00 - 18:00      | 『BS12 金曜アジアドラマ』枠にて放送 2話連続放送       |

### 韓国ドラマ
再放送除く。全て字幕版・韓国語で放送。
| 番組名               | 放送日時                | 備考                                                           |
| -------------------- | ----------------------- | -------------------------------------------------------------- |
| ザ・ロード：1の悲劇  | 月曜 - 金曜 3:30 - 4:30 |                                                                |
| 悪の華               | 月曜 - 金曜 7:00 - 7:57 |                                                                |
| ミス・モンテクリスト | 水曜/木曜 16:00 - 18:00 | 『BS12 水曜・木曜アジアドラマ』枠にて放送 BS初放送 2話連続放送 |
| 医師ヨハン           | 土曜 13:00 - 14:59      | 2話連続放送                                                    |

### バラエティ
| 番組名                                                | 放送日時              | 備考                  |
| ----------------------------------------------------- | --------------------- | --------------------- |
| ケンドーコバヤシの社長!お手伝いさせて頂きます!        | 日曜 18:00 - 18:30    |                       |
| 鶴瓶ちゃんとサワコちゃん〜昭和の大先輩とおかしな2人〜 | 月曜 21:00 - 21:55    | 2023年10月9日スタート |
| 木になる木                                            | 月曜 21:55 - 22:00    | 2023年10月9日スタート |
| 船越英一郎の昭和再生ファクトリー                      | 水曜 21:00 - 21:55    | 2023年2月17日スタート |
| ロンブー亮の釣りならまかせろ!                         | 木曜 3:00 - 3:30      | テレビ埼玉制作        |
| ヒョリの民宿2                                         | 木曜 21:00 - 21:55    | 韓国バラエティ 字幕版 |
| 人生相談の神殿                                        | 第1土曜 15:55 - 15:59 |                       |
| タカトシ牧場                                          |                       | 北海道文化放送制作    |

不定期番組
- 鉄道写真物語 1枚にかける旅
- 杉本彩の本命レシピ
- 旅の風景 〜路線スケッチ
- ごちそう便り
- 世界!感じる旅へ
- ケンタロウ×栗原心平 白金台三丁目食堂（フーディーズTV制作）
- 北海道物産展ですけど何か?（HBC製作・2014年6月時点では、木曜日21:30 - 22:00の放送。）
- ふるさと発!味自慢
- 時の散歩道
- 日本名遺産 橋
- 湯けむり日和
- 林家正蔵の今日も4時から飲み
- 歴人めし
- 新・鉄路の旅
- にいがた美自慢
- 3ミニットミールズ
- 魚と肉が旨い町
- 久住昌之のニッポン箸休めさんぽ

### キッズ・アニメ
開局初期より、海外アニメや日本の旧作・準新作・新作アニメを放送していたが、2020年3月4日をもって終了し、2020年9月までは放送大学を除く無料BS放送局で唯一、アニメ作品の放送がなかった。
ただし、1990年3月21日に日本テレビで放送された『雲のように風のように』は、同じ三井グループの企業である三井不動産販売の創業20周年記念事業の一環として制作された経緯があり、2020年で創業50周年、本放送から30周年の節目となるため、同年の7月1日に例外的に放送された。
2020年10月からは日曜19時台に『日曜アニメ劇場』と題した放送枠を新設。劇場版アニメ、OVA、テレビ用に編集されたスペシャル版のほか、アニメのコンサートや2.5次元作品も放送するとしている。
「部屋を明るくし画面に近づきすぎない」注意喚起は以前は表示していなかったが2020年頃から深夜アニメも含め表示を開始。当初は開始時に番組内のテロップ挿入で表示していたがその後、冒頭5秒間の表示に変更された。ミニアニメおよび『デュエル・マスターズシリーズ』では表示されない。
2021年1月から、火曜 - 土曜2時台（月曜 - 金曜26時台）にアニメ枠『アニメ26』を新設した（2022年7月より曜日縮小）
。
| 番組名         | 放送日時           | 備考                                               |
| -------------- | ------------------ | -------------------------------------------------- |
| 日曜アニメ劇場 | 日曜 19:00 - 21:00 | 2020年10月4日スタート 終了時刻は回によって異なる。 |
| アニメ26       | 当該項目を参照     | 2021年1月5日スタート                               |

### 情報・ドキュメンタリー
| 番組名                                                            | 放送日時                                                          | 備考                         |
| ----------------------------------------------------------------- | ----------------------------------------------------------------- | ---------------------------- |
| 水曜朝活TV「MBの俺ドラ1」                                         | 水曜 6:30 - 7:00                                                  | 自社制作番組                 |
| ドランクドラゴンのバカ売れ研究所!                                 | 土曜 16:00 - 16:30                                                | 自社制作番組                 |
| BOOKSTAND.TV                                                      | 土曜 3:30 - 3:30                                                  | 自社制作番組                 |
| マーケット・アナライズCONNECT                                     | 隔週土曜 6:00 - 6:30                                              | 自社制作番組                 |
| ファッション情報バラエティ「MBの俺のドラ1」                       | 土曜 17:30 - 18:00                                                |                              |
| ダイドードリンコスペシャル 日本の祭り→ダイドーグループ 日本の祭り | 土曜 18:00 - 18:55                                                |                              |
| 夢らぼ                                                            | 土曜 18:55 - 19:00                                                |                              |
| ウェザーニュースLiVE                                              | 日曜 3:00 - 4:00                                                  |                              |
| ボディカム〜アメリカ警察24時〜シーズン2                           | 日曜 16:30 - 17:22                                                |                              |
| 舌尖上的中国 A Bite of China                                      | 不定期                                                            |                              |
| 超ムーの世界                                                      | 不定期                                                            | 2017年4月28日スタート        |
| BS12ガイド                                                        | 不定期                                                            | 番宣番組・インフォマーシャル |
| テレビショッピング                                                | 月曜 - 金曜 17:59 - 18:30 土曜・日曜 14:59 - 15:28、17:20 - 17:49 |                              |
| わたしの芸術劇場                                                  | 水曜 6:30 - 7:00                                                  |                              |

不定期番組
- 自社制作番組
  - TAKUMI -匠-
  - 九州だんじ
  - グローバル・ビジョン
  - 世界の子どもの日常生活
  - 未来への教科書
  - 世界市場紀行
  - カラダ＊さらだ
  - TwellV Times
  - Life Design Lab
  - 笑劇ミュージアム
  - BS12スペシャル

エコミュージックTV
- 絶景いやし紀行

2015年9月までの番組名は「ヒーリング・タイム」「リラックス・タイム」であった。

### 生活向上エンタテインメント
数か月放送されるものもあれば、数回で打ち切られるものもあり、放送は安定していない。約一か月でタイトルが変更になり、過去に放映したタイトルも膨大になるため、ここでは割愛する。また、番組とウェブサイトがリンクしており、協力企業への資料請求や問い合わせなども番組内で行っている（電話・QRコードなど）。そのため事実上の番組枠販売と言える。

### QVC
最も多くの時間帯でハイビジョンのサイマル放送を行っている。

## 終了した番組

### 自社制作
- 中国・麺ロードを行く

地上波でもKSB瀬戸内海放送で番販ネットされていた。
- ヒーリング・ヨガ
- GO! GO! アメリカ
- TwellVホビー天国
- 神宮前名画座
- カラダ＊さらだ 〜女性のためのヘルシぃ話〜
  - 『家庭の医学』を出版した保険同人社の企画協力。MCに芳本美代子、レギュラーに産婦人科医の松村圭子、管理栄養士の棚橋伸子、監修に女医の対馬ルリ子が務め女性の健康と医療の解説、季節の体にいい料理を紹介した。2008年10月から週1回30分間の放送で1年間続いたがその後も4年間ほど繰り返し再放送された。

- グローバル・ビジョン（実際の製作・著作は三井物産と東北新社。（第1回 - 第78回、第105回 - 。第79回 - 第104回はTwellVと東北新社。）ナビゲーター：知花くらら

過去放送分は、TOKYO MX・tvk・テレ玉・チバテレビ・岐阜放送・三重テレビおよびCS放送・ヒストリーチャンネルでも放送されている。
- 未来への教科書
  - 『グローバル・ビジョン』の後番組として放送。東日本大震災からの復興に取り組む姿を追った。

- 生活向上エンタイテインメント（生活向上エンタテインメントを参照）
  - 約1か月間隔で、協力企業が企画を持ち込んだと思われる番組を30分放送する。番組内容は「独立起業もの」「投資もの」「輸入住宅もの」「セカンドライフもの」「海外もの」「その他」のジャンルを、リメイクして同じような内容で放送している。

- アジアHOTプレス!
- 高田純次のアジアぷらぷら
- 高田純次のセカイぷらぷら
- 桂雀々の大判小判がじゃくじゃく
- 大槻ケンヂの日本のほほん化計画
- 孫のためのJBナイツ
- 早川光の最高に旨い寿司
- スナック 胸キュン1000% ママこの人つれて来た!（日曜 20:30 - 21:00、2019年1月11日 - 2020年9月27日※2020年3月までは金曜26：00 - 26:30）
- BS12歌謡ナイト jazzyなライブショー
- ヨーロッパの車窓だけ
- イタリア 一度は行きたい街巡り
- サヘル・ローズのイチオシNIPPON
- まだ見ぬスペイン 古の都巡り8000キロ
- 欧州ワイン紀行〜銘醸ワインの産地を訪ねて〜（KBS京都共同制作）
- 京・ごはんたべ（KBS京都共同制作）
- Eatrip 北海道・おいしい一人旅（北海道放送共同制作）
- SKI TV4
- 戦略のゴルフ（2018年10月6日スタート）
- ♯ゴルフ女子zero
  - 『ゴルフ女子 ヒロインバトル』の源流になった番組でMC 米沢有とゴルフ大好きインスタグラマーによる新感覚ゴルフバラエティー。

- ゴルフ女子 ヒロインバトル（日曜 18:30 - 19:00、2020年4月5日 - 2023年3月26日 ※2020年9月27日までは日曜19:30 - 20:00、2022年3月27日までは13:30 - 14:00）
- 岡田圭右の出た!PARGOLF!（日曜 18:30 - 19:00、2023年4月2日 - 2023年9月24日）
- GOLF MONSTER～松坂大輔 ゴルフ界の怪物へ～（日曜 17:30 - 18:00、2024年4月7日 - 2024年4月28日）

### 宝塚
- 宝塚ドリーミング・シアター
- What's up 宝塚
- 宝塚アーカイプス
- TAKARAZUKA BEAUTIES more
- 初風緑のNOBI NOBIシリーズ
- 舞台夢紀行
- いにしえ逍遥・旅タカラジェンヌ

### ドラマ
オリジナルドラマ
- クルマのふたり〜TOKYO DRIVE STORIES
- カウンターのふたり
- カレーの唄。

嗚呼! 日本のこころ
- ありがとう（主演：水前寺清子） - 第2シリーズ病院編 2015年10月5日 - 2015年12月15日、第1シリーズ警察編 2016年2月8日 - 2016年3月18日、第3シリーズ魚屋編 2016年11月24日 - 2017年2月6日
- 女と味噌汁（主演：池内淳子） - 2015年12月16日 - 2016年2月5日
- 肝っ玉かあさん（主演：京塚昌子） - 2016年10月3日 - 11月23日
- 明日がござる（主演：水前寺清子） - 2017年10月3日 - 2018年1月2日
- 寺内貫太郎一家（主演：小林亜星） - 2018年1月4日 - 2018年3月14日
- ゆびきり（主演：石坂浩二） - 2018年3月15日 - 2018年4月2日
- 天皇の料理番（主演：堺正章） - 2018年8月27日 - 2018年10月2日
- 時間ですよ（主演：森光子） - 第2シリーズ 2018年10月3日 - 2018年11月22日、第3シリーズ 2018年11月23日 - 2019年1月7日

青春群像ドラマシリーズ
- 傷だらけの天使（主演：萩原健一） - 2017年2月7日 - 3月22日

真説!ザ・時代劇
- 大忠臣蔵（主演：三船敏郎） - 2017年10月3日 - 2017年12月29日
- 伝七捕物帖（主演：四代目中村梅之助） - 2018年1月2日 - 2018年2月21日
- 若さま侍捕物帳（主演：田村正和） - 2018年2月22日 - 2018年3月27日
- 達磨大助事件帳（主演：四代目中村梅之助） - 2018年5月2日 - 2018年6月28日
- 悪党狩り（主演：七代目尾上菊五郎） - 2018年7月2日 - 2018年8月28日
- 編笠十兵衛（主演：村上弘明） - 2018年8月29日 - 2018年9月20日
- よろずや平四郎活人剣（主演：中村俊介） - 2018年9月21日

TBSドラマ
- 渥美清の泣いてたまるか
- 時間ですよ ふたたび

関西テレビドラマ
- 健康で文化的な最低限度の生活

NHK連続テレビ小説
- ちゅらさん - 2020年10月5日 - 2021年3月8日
- ふたりっ子
- カーネーション

金曜キラー通り
2019年1月から金曜19時台に海外ドラマ枠『金曜キラー通り』を設置。
- フーディーニ&ドイルの怪事件ファイル 〜謎解きの作法〜 2019年1月11日 - 2019年2月8日
- バーニング・アイス -無証之罪-（日本初放送）2019年2月15日 - 2019年3月15日
- ハンニバル 2019年4月26日 - 2019年6月21日
- BLOODLINE（BS初放送）2019年7月5日 - 2019年9月27日
- バビロン・ベルリン 2019年10月4日 - 2019年11月22日
- THE TUNNEL/トンネル-国境に落ちた血 - 2020年1月3日 - 2020年1月31日
- ハンニバル2（BS初放送） 2020年2月7日 - 3月20日
- カウンターパート/暗躍する分身（BS初放送）2020年4月3日 - 2020年5月8日
- Cleaning Up - 2020年7月24日 - 2020年8月7日
- Tin Star -もう一人の俺-（日本初放送） 2020年10月9日 - 2020年11月6日
- Vienna Blood（日本初放送） 2020年11月13日 - 2020年11月27日
- バビロン・ベルリン シーズン3（日本初放送） 2020年12月4日 - 2021年1月8日
- アガサ 2021年1月15日 - 2021年1月29日
- U・ボート（日本初放送） 2021年2月5日 -

中国ドラマ
- 王女未央-BIOU-
- 三国志 〜趙雲伝〜
- 孤高の花 〜General&I〜
- 王女未央
- 武則天 -The Empress-
- 擇天記 〜宿命の美少年〜（2018年7月11日スタート）
- 花と将軍〜OH MY GENERAL〜（2018年10月23日スタート）
- 麗王別姫 〜花散る永遠の愛〜
- バーニング・アイス -無証之罪-
- ミーユエ 王朝を照らす月（2019年4月26日スタート）
- 永遠の桃花 〜三生三世〜（2019年6月7日スタート）
- 独孤伽羅〜皇后の願い〜（2019年8月19日スタート）
- 海上牧雲記 〜3つの予言と王朝の謎（2019年10月10日スタート）
- 三国志 Secret of Three Kingdoms（2019年11月4日スタート）
- 花散る宮廷の女たち〜愛と裏切りの生涯〜（2020年1月17日スタート）
- 扶揺〜伝説の皇后〜晩媚と影〜紅きロマンス〜（2020年1月23日スタート）
- 霜花の姫〜香蜜が咲かせし愛〜（2020年5月5日スタート）
- 独孤伽羅〜皇后の願い〜
- 白華の姫〜失われた記憶と3つの愛〜
- 剣王朝〜乱世に舞う雪〜
- 霜花の姫〜香蜜が咲かせし愛〜
- マイ・ディア・フレンド〜恋するコンシェルジュ〜（BS初放送）

韓国ドラマ
- トキメキ☆成均館スキャンダル
- 宮 -Love in Palase-
- 冬のソナタ
- シティーハンター in Seoul
- 美男ですね
- 検事プリンセス
- シンデレラのお姉さん
- 雪の女王
- IRIS-アイリス-
- 大祚榮
- 江南ロマン・ストリート
- ルビーの指輪
- ミッシングナイン（2018年8月22日スタート）
- ソロモンの偽証（2018年8月15日スタート）
- ジャグラス 〜氷のボスに恋の魔法を〜（2019年1月24日スタート）
- それでも青い日に
- 品位のある彼女（2018年9月4日スタート）
- ミストレス 〜愛に惑う女たち〜（2018年10月10日スタート）
- 私の心は花の雨（2018年11月1日スタート）
- 2度目の二十歳（2019年1月30日スタート）
- 青い鳥の輪舞（2019年3月5日スタート）
- 応答せよ 1997（2019年6月11日スタート）
- 人形の家 〜偽りの絆〜（2019年7月3日スタート）
- ホジュン 〜伝説の心医〜（2018年6月25日スタート）
- 宮廷女官チャングムの誓い（2018年10月1日スタート）
- オー・マイ・ゴッド
- マッド・ドッグ 〜失われた愛を求めて〜（2018年10月20日スタート）
- 奥様はサイボーグ（2019年2月23日スタート）
- トゥー・カップス（2018年12月29日スタート）
- 最強配達人 〜夢見るカップル〜（2018年8月11日スタート）
- キミに猛ダッシュ 〜恋のゆくえは〜（2019年4月20日スタート）
- 胸部外科（2020年9月15日スタート）
- 初対面だけど愛してます（BS初放送）
- ウエルカム2ライフ〜君と描いた未来〜

### 旅番組
- ハワイに恋して

関西テレビ
- 新TV見仏記

中京テレビ
- ゴリ夢中

WOWOW
- 古城のまなざし

DIGILAB
- 長江6380キロを辿る

EXエンタテイメント
- みうらじゅん&安齋肇の勝手に観光協会
- ぺろり! カレーの旅
- ぱくり! 惣菜パンの旅
- ずるり! 立ち食いソバの旅
- ちびり! 立ち呑みの旅
- 特選! なぎら健壱 ぶらり下町の旅
- ガムシャラ旅行団

LaLa TV
- 旅に恋して 〜インドネシア〜 山本太郎
- 旅に恋して 〜カナディアンロッキー〜 谷村志穂
- 旅に恋して 〜益戸育江のニュージーランドLOVE EARTH紀行〜
- 旅に恋して 〜とよた真帆のベルギー小さな村めぐり〜
- 旅に恋して 〜長谷川理恵のベトナム縦断美味旅
  - ザ・超人シェフ シーズン3
  - ザ・ウルトラシェフ シーズン4

- 美男料理＜イケメンCooking＞

旅チャンネル
- ちょっと贅沢! 欧州列車紀行
- 女将と歩く やっぱり行きたい温泉地
- 沖縄チャンプルーな旅
- 地元の人が教える! 2泊3日の旅
- 西村京太郎の鉄道ミステリー
- 噂の温泉宿 目利きマダム徹底チェック
- 和街日和 〜わのまちびより〜
- 全国秘境駅ファイル
- アジアの温泉を巡る鉄道の旅
- 太田和彦の日本百名居酒屋
- ガムシャラ旅行団
- 北海道季節の旬ごよみ（夏編）
- とよた真帆のアジアグルメナビ
- 中尾彬の沖縄「あ・うん」ぶらり旅
- 片岡鶴太郎のにっぽん蕎麦紀行
- てくてく湯るり

鉄道チャンネル
- 鉄路の旅 始発駅から終着駅まで
- 鉄道ひとり旅
- 中川家礼二の鉄学の時間

MONDO21
- 川島令三&向谷実の鉄道マニア倶楽部Ver.3
- 全国秘境駅ファイル

### 料理・グルメ情報番組
フーディーズTV
- Sweets&Bread
- Sweets&Sweets
- フーディーズたち
- はしのえみ×こうちゃん晩ごはん向上委員会
- 暮しの手帖監修 もう一度食べたい昭和の味
- デイリー・キッチン
- 料理の基本 シリーズ
- ケンタロウの美味・極める
- 奥深きら〜めん道
- こうちゃんの冷蔵庫にあるもので…

MBS
- 水野真紀の魔法のレストラン

九州朝日放送
- 指原莉乃のさしごはん

### 経済番組
- ドランクドラゴンのバカ売れ研究所!

日本貿易振興機構（JETRO）
- 世界は今 JETROグローバル・アイ（月曜 20:45 - 21:00 再放送：金曜 17:45 - 18:00）

ダイワ・証券情報TV
- 週刊株式マーケット

Stock Voice
- 今日の株式 明日の株式

東京企画
- CM INDEX（Dlifeで放送後、現在はBSよしもとなどを通じて視聴可能）

### キッズ・アニメ
日本テレビ系列
- キャプテン（HDリマスター版）
- 美味しんぼ（HDリマスター版）
- YAWARA!（読売テレビ制作、HDリマスター版） - 2019年1月2日 - 2020年3月4日
- ブラック・ジャック、ブラック・ジャック21（読売テレビ制作）

TBS系列
- 星の子チョビン
- 笑ゥせぇるすまん（1989年版）

テレビ東京系列
- デュエル・マスターズ キングMAX
- デュエル・マスターズ WIN
- デュエル・マスターズ WIN 決闘学園編

フジテレビ系列
- 野球狂の詩
- あらいぐまラスカル

2009年3月の毎週日曜日午後に全エピソードを集中放送後、同年6月から12月にかけて水曜 19:00 - 20:00に第1話から1話ずつ放送。
- タッチ

キッズステーション
- よばれてとびでて!アクビちゃん
- Girls Lab
- 一期一会〜キミノコトバ〜
- おやこでクッキング
- よゐこのKIDSぱらだいす!

その他
- JELLY JAMM
- トリプレッツ 3つごのだいぼうけん
- ベイビーTV
- Kitahara Colection（tvk制作・著作）
- 鷹の爪団の楽しいテレビ
- ガラスの仮面ですがZ（製作委員会参加）
- ローカルヒーローチャンネル（株式会社ヤツルギ魂制作・著作）
- ＜ハオライナーズ＞一人之下 羅天大醮篇
- 狐狸之声
- 東京ふたごアスレチック
- 問題児たちが異世界から来るそうですよ?
- デート・ア・ライブ（第1期）
- ムヒョとロージーの魔法律相談事務所
- シルバニアファミリー ミニストーリーシリーズ
- かえるのピクルス - きもちのいろ -

上記以外のアニメ番組についてはアニメ26を参照。

### 音楽番組
- 蔵出し演歌PV
- 3人の歌仲間
- 平成歌謡塾

歌謡ポップスチャンネル
- なぎらTV 〜あの時代を語れ〜

テレビ愛知
- 玉ちゃんのいきいき青春歌謡塾

CROSS CUE
- 演歌・はやり歌（一部地上波テレビ局でも放送、2010年12月まで）

その他
- うたのワガママ館
- ルアンミュージックタイム
- ルミとバネの夢おいかけて
- 小田純平のミュージックカフェ

以上、タイムテーブル（基本番組表）では『BS12朝のうた』のタイトルで表記されていた。
- ミュージックバンク
- ROCK'A  BEAT TOKYO
- ふだん着で会津の感動を
- ミュージックトラベラー〜青春の軌跡〜

### その他の番組
MBS
- 乾杯!!トークそんぐ（2018年1月7日スタート）

ゴルフネットワーク（旧ザ・ゴルフ・チャンネル）
- LPGAツアー
- プロとラウンドレッスン
- ハンク・ヘイニープロジェクト

LAIBACK CORPORATION
- Ra! 〜サーフィン・オン・プラネット〜 シリーズ

TAKARAZUKA SKY STAGE
- TAKARAZUKA 美の旅人たち（KBS京都との共同制作）
- 名作の旅
- 阪急沿線プチボヤージュ
- 宝塚アーカイブス
- 宝塚ライフ応援バラエティ「ちょこっとナビ!!」
- 初風緑のNOBINOBIシリーズ

ディズニー・チャンネル
最終回まで放送後は、再び第1話から放送するというヘビーローテーションが繰り返し行われた（1年もしくは半年間）。
- ヘラクレス
- ティーモ・シュプリーモ
- リトル・アインシュタイン
- かわうそファミリー
- ダックテイル
- ノック! ノック! ようこそベアーハウス

ハッピー241（閉局）
- 石田ism

FOX
- チャーリー・ジェイド
- Baby TV

ドーガ堂
- 20世紀の名車たち

MTV
- Punk'd
- MTV Making the video
- MTV Unplugged 長瀬智也
- MTV LIVE
- MTV SCREEN
- MTV The Hills
- MTV LIVE：オアシス at Wembley Arena
- MTV 10×10
- MTV Rob&Big
- Pimp My Ride

さんいん中央テレビ

- ゴルフパラダイス

独立局
- 磁石のケータイハンター（tvk)
- 〜遠隔操作バラエティ〜ウドで訊く!（tvk）
- うるまでが〜まる（テレ玉）

ナショナル ジオグラフィック
- 海外ドキュメンタリー・アワー